# Campeonato Mundial de Halterofilismo de 2022 - Até 81 kg masculino
A categoria até 81 kg masculino foi um evento do Campeonato Mundial de Halterofilismo de 2022, disputado em Bogotá, na Colômbia, nos dias 10 e 11 de dezembro de 2022.

## Calendário
Horário local (UTC-5)
| Dia            | Horário | Fase    |
| -------------- | ------- | ------- |
| 10 de dezembro | 14:30   | Grupo C |
| 11 de dezembro | 11:30   | Grupo B |
| 11 de dezembro | 16:30   | Grupo A |

## Medalhistas
| Evento    | Ouro                   | Ouro   | Prata                  | Prata  | Bronze               | Bronze |
| --------- | ---------------------- | ------ | ---------------------- | ------ | -------------------- | ------ |
| Arranque  | Li Dayin (CHN)         | 171 kg | Rejepbaý Rejepow (TKM) | 164 kg | Kim Woo-jae (KOR)    | 162 kg |
| Arremesso | Rejepbaý Rejepow (TKM) | 202 kg | Li Dayin (CHN)         | 201 kg | Andrés Caicedo (COL) | 197 kg |
| Total     | Li Dayin (CHN)         | 372 kg | Rejepbaý Rejepow (TKM) | 366 kg | Kim Woo-jae (KOR)    | 357 kg |

## Recordes
Antes desta competição, o recorde mundial da prova era o seguinte:
| Recorde         | Tipo      | Atleta             | Peso   | Local     | Data                   |
| Recorde Mundial | Arranque  | Li Dayin (CHN)     | 175 kg | Tasquente | 21 de abril de 2021    |
| Recorde Mundial | Arremesso | Karlos Nasar (BUL) | 208 kg | Tasquente | 12 de dezembro de 2021 |
| Recorde Mundial | Total     | Lü Xiaojun (CHN)   | 378 kg | Pattaya   | 22 de setembro de 2021 |

## Resultado
Os resultados foram os seguintes.
| Pos.              | Atleta                           | Grupo | Arranque (kg) | Arranque (kg) | Arranque (kg) | Arranque (kg)     | Arremesso (kg) | Arremesso (kg) | Arremesso (kg) | Arremesso (kg)    | Total |
| Pos.              | Atleta                           | Grupo | 1             | 2             | 3             | Resultado         | 1              | 2              | 3              | Resultado         | Total |
| ----------------- | -------------------------------- | ----- | ------------- | ------------- | ------------- | ----------------- | -------------- | -------------- | -------------- | ----------------- | ----- |
| Medalha de ouro   | Li Dayin (CHN)                   | A     | 167           | 171           | 174           | Medalha de ouro   | 196            | 201            | 201            | Medalha de prata  | 372   |
| Medalha de prata  | Rejepbaý Rejepow (TKM)           | A     | 164           | 168           | 169           | Medalha de prata  | 195            | 202            | 209            | Medalha de ouro   | 366   |
| Medalha de bronze | Kim Woo-jae (KOR)                | A     | 155           | 160           | 162           | Medalha de bronze | 190            | 194            | 195            | 5                 | 357   |
| 4                 | Marin Robu (MDA)                 | A     | 161           | 165           | 165           | 4                 | 190            | 197            | 197            | 7                 | 351   |
| 5                 | Oscar Reyes (ITA)                | A     | 155           | 160           | 160           | 7                 | 187            | 192            | 196            | 4                 | 351   |
| 6                 | Andrés Caicedo (COL)             | A     | 148           | 153           | 155           | 10                | 188            | 193            | 197            | Medalha de bronze | 345   |
| 7                 | Mukhammadkodir Toshtemirov (UZB) | A     | 156           | 160           | 163           | 5                 | 186            | 186            | 187            | 9                 | 343   |
| 8                 | Yelaman Seitkazy (KAZ)           | A     | 151           | 156           | 160           | 6                 | 186            | 186            | 191            | 10                | 342   |
| 9                 | Gustavo Maldonado (COL)          | A     | 148           | 148           | 152           | 11                | 185            | 188            | 191            | 6                 | 339   |
| 10                | Iván Escudero (ECU)              | B     | 145           | 150           | 153           | 9                 | 183            | 190            | 191            | 11                | 336   |
| 11                | Ogabek Tukhtaev (UZB)            | B     | 139           | 144           | 146           | 12                | 180            | 186            | 191            | 13                | 326   |
| 12                | Darvin Castro (VEN)              | B     | 140           | 145           | 145           | 14                | 180            | 186            | 186            | 12                | 325   |
| 13                | Travis Cooper (USA)              | B     | 140           | 144           | 146           | 15                | 175            | 180            | 185            | 14                | 324   |
| 14                | Chris Murray (GBR)               | B     | 140           | 140           | 145           | 13                | 175            | 179            | 180            | 17                | 320   |
| 15                | Irmantas Kačinskas (LTU)         | B     | 138           | 142           | 143           | 16                | 165            | 169            | 172            | 20                | 312   |
| 16                | Javier González (ESP)            | B     | 138           | 143           | 145           | 17                | 166            | 171            | 174            | 18                | 312   |
| 17                | Samuel Guertin (CAN)             | B     | 135           | 140           | 140           | 18                | 168            | 172            | 176            | 16                | 311   |
| 18                | Dante Pizzuti (ARG)              | B     | 130           | 135           | 135           | 19                | 168            | 171            | 171            | 21                | 303   |
| 19                | Josué Aguilar (MEX)              | C     | 127           | 131           | 131           | 22                | 166            | 171            | 175            | 19                | 298   |
| 20                | Matthew McCullough (USA)         | C     | 130           | 130           | 130           | 21                | 156            | 160            | 165            | 22                | 290   |
| 21                | Žilvinas Žilinskas (LTU)         | C     | 125           | 130           | 133           | 20                | 155            | 159            | 160            | 23                | 288   |
| 22                | Goran Ćetković (CRO)             | C     | 120           | 126           | 126           | 24                | 150            | 155            | 155            | 24                | 275   |
| 23                | Omarie Mears (JAM)               | C     | 120           | 124           | 127           | 23                | 145            | 150            | 150            | 25                | 274   |
| 24                | Shammah Noel (GUY)               | C     | 85            | 90            | 90            | 25                | 105            | 112            | 118            | 26                | 202   |
| —                 | Andrés Mata (ESP)                | A     | 153           | 153           | 153           | —                 | 185            | 190            | 195            | 8                 | —     |
| —                 | Nicolas Vachon (CAN)             | B     | 138           | 138           | 138           | —                 | 171            | 179            | 185            | 15                | —     |
| —                 | Mirmostafa Javadi (IRI)          | A     | 155           | 161           | 162           | 8                 | 196            | 197            | 198            | —                 | —     |
| —                 | Shi Zhiyong (CHN)                | A     | DNS           | DNS           | DNS           | DNS               | DNS            | DNS            | DNS            | DNS               | —     |
| —                 | Chuang Sheng-min (TPE)           | B     | DNS           | DNS           | DNS           | DNS               | DNS            | DNS            | DNS            | DNS               | —     |